# Gladman Island
Gladman Island är en ö i Kanada.   Den ligger i territoriet Nunavut, i den nordöstra delen av landet, 2 700 km norr om huvudstaden Ottawa. Arean är 14,0 kvadratkilometer.
Terrängen på Gladman Island är platt. Öns högsta punkt är 144 meter över havet. Den sträcker sig 5,5 kilometer i nord-sydlig riktning, och 4,5 kilometer i öst-västlig riktning.
Trakten runt Gladman Island är nära nog obefolkad, med mindre än två invånare per kvadratkilometer.